# Thaumetopoea pinivora
Thaumetopoea pinivora es una especie de lepidóptero perteneciente a la familia de las orugas procesionarias.
Se encuentran en Europa sudoriental y central y Asia Menor. 
Las polillas vuelan de mayo a septiembre y su envergadura oscila entre los 15 a 18 mm.
Las larvas se alimentan de especies de pinos.